# 流恋情歌
「流恋情歌」（るれんじょうか）は、チャゲ&飛鳥（現：CHAGE and ASKA）の楽曲。自身の2作目のシングルとして、ワーナー・パイオニア（現：ワーナーミュージック・ジャパン）から1980年2月25日に発売された。

## 背景・批評
デビューシングル「ひとり咲き」に続くシングルとして、「流恋情歌」が選ばれた:374。
飛鳥（現：ASKA）は、本作がデビュー作の「ひとり咲き」ほど芳しくなかったために、精神的にもアマチュアだったこともあって、プロの壁を感じ、限界という気持ちが脳裏を掠めた時期があったという:374。

## 収録曲
| 全編曲: 瀬尾一三。 |                  |           |           |       |
| #                  | タイトル         | 作詞      | 作曲      | 時間  |
| 1.                 | 「流恋情歌」     | 飛鳥涼    | 飛鳥涼    | 5:33  |
| 2.                 | 「冬に置きざり」 | チャゲ    | チャゲ    | 4:34  |
| 合計時間:          | 合計時間:        | 合計時間: | 合計時間: | 10:07 |

## 楽曲解説
1. 流恋情歌
元は1978年10月に開催された第16回ヤマハポピュラーソングコンテスト「つま恋本選会」にて披露して、入賞を獲得した楽曲である[1]:373[2]。
2. 冬に置きざり
LP盤未収録であるが、アルバム『風舞』がキャニオンレコードからCDが再発売される際にボーナス・トラックとして収録された。
見本盤のみ作詞作曲のクレジットが本名の柴田秀之になっている。

## 収録アルバム
- 風舞 (#1,#2)
- SUPER BEST (#1)
- SUPER BEST BOX SINGLE HISTORY 1979-1994 AND Snow Mail (#1)※リミックス・バージョン
- ライブ・イン田園コロシアム 〜The 夏祭り'81 (#1)※ライブ音源